# Джимбинов, Станислав Бемович
Станисла́в Бе́мович Джимби́нов (24 июня 1938, Москва — 19 июня 2016) — российский литературовед, кандидат филологических наук, профессор кафедры зарубежной литературы, сын народного поэта Калмыкии Бема Джимбинова.

## Биография
Окончил Литературный институт имени А. М. Горького (1962), затем аспирантуру там же (1970). С 1971 года преподавал в Литературном институте. Слушавший его лекции Игорь Ефимов вспоминал: он «знал восемь европейских языков и, рассказывая о поэтах, непременно читал стихи на языке оригинала и лишь потом — по-русски».
В 2008 году также преподавал историю зарубежной литературы во ВГИКе.
Умер 19 июня 2016 года. Кремирован, урна с прахом захоронена на Донском кладбище, там же похоронены родители. Колумбарий 1А, секция 14—15 (нижний ряд).

## Научная деятельность
Известен как составитель антологий «Американская поэзия XIX—XX вв. в русских переводах» (1983) и «Литературные манифесты от символизма до наших дней» (2001). Подготовил также издание стихотворений Ивана Бунина (1991), российскую публикацию книги Марины Цветаевой «Лебединый стан» (1992). Автор статей о Семёне Венгерове, Василии Розанове, Данииле Андрееве и др.